# Contre-révolution
 (octobre 2023).
 (octobre 2023).
- Si vous ne connaissez pas le sujet, laissez ce bandeau (vous pouvez alors contacter les auteurs).
- Si vous supprimez le contenu mis en cause (vous pouvez préalablement contacter les auteurs),

argumentez précisément cette suppression dans la page de discussion
(un manque de référence n'est pas un argument ; une recherche réelle de référence doit avoir été effectuée, être formellement documentée).
La contre-révolution (ou contrerévolution) désigne les courants d'idées, les acteurs et leurs actions qui visent à empêcher voire à renverser les effets d'une révolution politique et économique.
Cette expression est née dans le contexte de l'opposition à la Révolution française de 1789. Elle a été appliquée ensuite aux révolutions du XIXe siècle (révolutions de 1830, de 1848, Commune de Paris) puis, aux révolutions de type communiste à partir de la révolution russe de 1917.
À la suite de la mise en place d'un régime révolutionnaire, surtout depuis la révolution bolchevique de 1917, l'adjectif contre-révolutionnaire est aussi utilisé pour disqualifier des personnalités que le pouvoir en place souhaite évincer.
Les partisans de la contre-révolution peuvent être actifs dans une pluralité de domaines (politique, militaire, économique, etc.).

## Définition
Les processus révolutionnaires ont, dès leurs débuts, généré des mouvements et des idées contre-révolutionnaires. Ces mouvements et idées sont spécifiques à chaque révolution. En effet, définir la contre-révolution revient avant tout à définir en creux la révolution : qui la mène, aux dépens de qui cette révolution est-elle menée ? Dans quel contexte général se mène une révolution ?
Pour définir la contre-révolution, il faut définir la révolution : est-elle politique uniquement ? Sociale ? Un processus révolutionnaire est par nature complexe, avec de multiples causes, des multiples effets, cachés sous l'écume de nombreux événements ; les démêler revient aussi à en définir les oppositions. Le NSDAP au pouvoir en Allemagne défendait la nécessité d'une révolution nationale allemande : doit-on qualifier les acteurs du complot du 20 juillet 1944 de contre-révolutionnaires ? Doit-on adhérer sans réserves aux accusations de Vychinski relatives aux menées contre-révolutionnaires de Boukharine ? Les exemples de ce type peuvent être multipliés.

## Penseurs
En face des théories révolutionnaires, une pensée contre-révolutionnaire se développe très vite, avec Edmund Burke, dès 1790, Jacques Mallet du Pan, Joseph de Maistre comme Montlosier, Louis de Bonald ou l'abbé Maury. Ce mouvement en France compte plus de 300 députés (sur 1 200) dans l'Assemblée constituante de 1789, ils s'y expriment peu (excepté l'excellent orateur Jacques Antoine Marie de Cazalès car ce sont essentiellement des militaires peu habitués à cet exercice) mais ont laissé de nombreux comptes rendus à leurs commettants (électeurs), conformément au mandat impératif : majoritairement ils veulent réformer la monarchie absolue au profit d'une monarchie parlementaire. Impuissante à s'exprimer pacifiquement, sa presse étant bâillonnée (par exemple Les Actes des Apôtres supprimés en 1791), ses partisans massacrés à partir du 10 août 1792, la contre-révolution est affaiblie par l'émigration qui la prive d'une partie de ses soutiens à l'intérieur du pays. On estime à 150 000 au moins le nombre des émigrés, dont un grand nombre d'officiers qui auraient pu encadrer une paysannerie peu favorable aux excès des révolutionnaires parisiens.
Parmi les principaux penseurs dits « contre-révolutionnaires », on peut citer Joseph de Maistre en Savoie, Louis de Bonald, Augustin Barruel, Antoine Blanc de Saint-Bonnet et Pierre-Paul Royer-Collard en France, Edmund Burke en Angleterre, Gioacchino Ventura en Italie, et Juan Donoso Cortés en Espagne. On peut les répartir en deux grandes catégories : les uns, comme Burke et Royer-Collard, s'inscrivent dans une grande mesure au sein de la tradition libérale, d'autres se font les défenseurs d'un traditionalisme antilibéral — comme Blanc de Saint-Bonnet — ou d'un autoritarisme radical — comme Donoso Cortés.

### L'école «antilibérale» (XIXesiècle)
Beaucoup de clercs de l'Église catholique romaine sous le conseil de Papes (Pie IX, syllabus) et dans la conduite du cardinal Pie, de l'abbé Augustin Barruel, de Jean-Joseph Gaume, de Louis-Gaston de Ségur, d'Ernest Jouin et de la Revue internationale des sociétés secrètes vont prêcher une doctrine en opposition avec les principes révolutionnaires de 1789.

### L'école «légitimiste»
Par la suite, sont contre-révolutionnaires les mouvements politiques qui nient toute légitimité à la Révolution de 1789, ou la partie du discours d’un mouvement politique qui nie cette légitimité, et qui militent afin d’en annuler une partie des effets. L’historien René Rémond les appelle les légitimistes. C’est ainsi que la plupart des monarchistes post-révolutionnaires (Carlisme, Miguelisme), en tant que partisans d’un retour partiel ou complet à l’Ancien Régime, sont contre-révolutionnaires. Le parti légitimiste disparaît en 1902 à la suite du ralliement à la République de la majorité de ses députés à la demande du pape. Ils rejoignent alors le parti conservateur. Le mouvement contre-révolutionnaire des légitimistes survit actuellement en France, notamment par l'Union des cercles légitimistes de France, le bimestriel le Lien légitimiste et l'Institut de la maison de Bourbon.

### L'école «nationaliste» et «maurrassienne»
Au XXe siècle, la contre-révolution prend une nouvelle forme notamment sous le régime de Vichy, qui selon René Rémond est plus un régime contre-révolutionnaire (malgré le nom de sa politique, dite de révolution nationale), qu’un régime fasciste[réf. souhaitée] : la devise Travail, Famille, Patrie remplace la devise républicaine Liberté, Égalité, Fraternité.
Maurras, par le biais de son mouvement l'Action française, construit une nouvelle forme de nationalisme, avec le nationalisme intégral, cette fois de tendance contre-révolutionnaire, en réaction face au catholicisme libéral de Marc Sangnier et au jacobinisme de la IIIe République. C'est ce qu'il appelle le « nationalisme intégral », qui n'est autre que la monarchie qu'il souhaite restaurer.
L’Action Française s’inscrit dans la continuité de la contre-révolution mais y introduit aussi une certaine nouveauté. Maurras se place clairement dans la tradition contre-révolutionnaire. Il écrit même dans La seule France que l'Action Française a effectué "la synthèse de tout ce que le XIXe siècle avait élaboré de positif et de constructif, de Maistre et de Bonald, de Le Play à Taine et à Renan, de Fustel à Bourget, à Lemaître, à Barrès : critique méthodique du Romantisme, antithèse, et consciente de la Révolution, de sa décadence et de son anarchie". Maurras reprend les références contre-révolutionnaires du XIXe siècle mais introduit dans cette doctrine contre-révolutionnaire une forte hostilité au romantisme. De fait, pour Maurras les trois moteurs de la Révolution ont été la Réforme protestante en religion, le Romantisme dans le domaine de l'art et la Démocratie en politique. Si la démocratie et le protestantisme était déjà condamnés par les penseurs contre-révolutionnaires du XIXe siècle, l'opposition au Romantisme constitue un élément relativement nouveau. Selon Maurras, le romantisme subvertit la discipline sur le plan politique, esthétique et morale. De plus Maurras revendique une critique rationnelle, scientifique voire positiviste de la Révolution française. Maurras parle ainsi dans son Enquête sur la monarchie de poursuivre la contre-révolution « avec l'assurance et la netteté scientifique, par raison et par volonté ».

### Le «catholicisme traditionnel»
Les thèses contre-révolutionnaires et anti-libérales vont revivre par le biais de l'action politique et spirituelle du catholicisme traditionnel de Marcel Lefebvre et de la Fraternité sacerdotale Saint-Pie-X (ou FSSPX). Les fidèles de la Tradition catholique militent en effet activement pour restaurer les principes politiques qui ont façonné la « chrétienté » (religion d'État, doctrine et règne du Christ Roi, Syllabus…) et s'opposent à ceux de la Révolution française (de 1789), du libéralisme, du modernisme et du progressisme dans l'Église.
Pour beaucoup de ces catholiques le sceau et l'emblème de la contre-révolution est la dévotion au Sacré-Cœur qu'ils arborent sur le drapeau national avec la devise « Espoir et salut de la France ».
Parmi les maisons d'édition les plus connues de ce courant on peut citer les éditions de Chiré.

#### Personnages
- Vincent-Marie Viénot de Vaublanc
- Sebastiano Ayala
- Augustin Barruel
- Charles Baudelaire
- Marthe Borély
- Edmund Burke
- Juan Donoso Cortés
- François-René de Chateaubriand
- Joseph de Maistre
- Antoine Blanc de Saint-Bonnet
- Jules Barbey d'Aurevilly
- Étienne Henri d'Escayrac Lauture
- Louis de Bonald
- Antoine de Rivarol
- Pierre Chateau-Jobert
- Monaldo Leopardi
- Marcel Lefebvre
- Charles Maurras

#### Mouvements politiques
- Réaction (politique)
- Droite (politique)
- Extrême droite
- Libéralisme
- Antilibéralisme
- Conservatisme
- Traditionalisme
- Nationalisme contre-révolutionnaire
- Nationalisme intégral
- Restauration
- Royalisme
- Monarchisme
- Légitimisme
- Action française
- Renouveau français

#### Guerres
- Royalistes (première, deuxième et troisième guerre civile anglaise et la conquête cromwellienne de l'Irlande, contre la première révolution anglaise)
- Jacobites (rébellion jacobite, contre la Glorieuse Révolution)
- Loyalistes (Tories) (guerre d'indépendance des États-Unis, contre la révolution américaine)

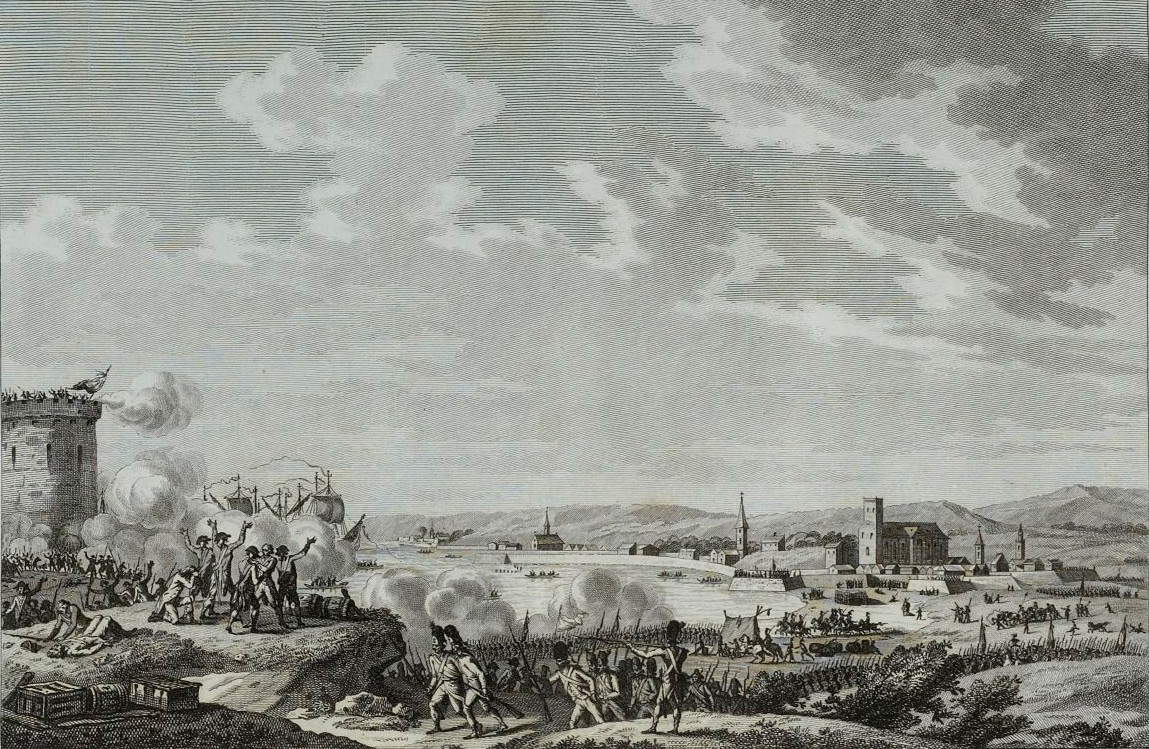
Victoire des français lors de l'expédition de Quiberon en juillet 1795, (musée de la Révolution française).

- Armée des émigrés, Vendéens, Chouans, Barbets Niçois (guerres de la Révolution française, guerre de Vendée, Chouannerie, guerre des Paysans (1798), Terreur blanche de 1795, Compagnies de Jéhu, oppositions à la Révolution française)
- Rébellion du Tyrol
- Carlistes (première, deuxième, troisième guerre carliste et guerre d'Espagne)
- Brigandage post-unitaire (opposition à la unification italienne)
- Habitants de Canudos (guerre de Canudos)
- Garde blanche (guerre civile finlandaise)
- Cristeros (guerre des Cristeros)
- Russes blancs (guerre civile russe)
- Freikorps (opposition à la révolution allemande de 1918-1919)
- Contras (opposition à la révolution sandiniste)

#### Maison d'édition
- Éditions de Chiré

#### Effets
- Guerre de Vendée
- Loi du milliard aux émigrés
- Article 58 du code pénal de la RSFSR